# Maizières (Meurthe-et-Moselle)
Pour les articles homonymes, voir Maizières.
Maizières est une commune française située dans le département de Meurthe-et-Moselle, en région Grand Est.

## Géographie
|            | Sexey-aux-Forges | Pont-Saint-Vincent  |
| Viterne    | Maizières        | Bainville-sur-Madon |
| Marthemont | Thélod           | Xeuilley            |

### Hydrographie
La commune est dans le bassin versant du Rhin au sein du bassin Rhin-Meuse. Elle est drainée par le ruisseau de la Saus, le ruisseau de Rouau, le ruisseau de Viterne et le ruisseau Ste-Anne,.

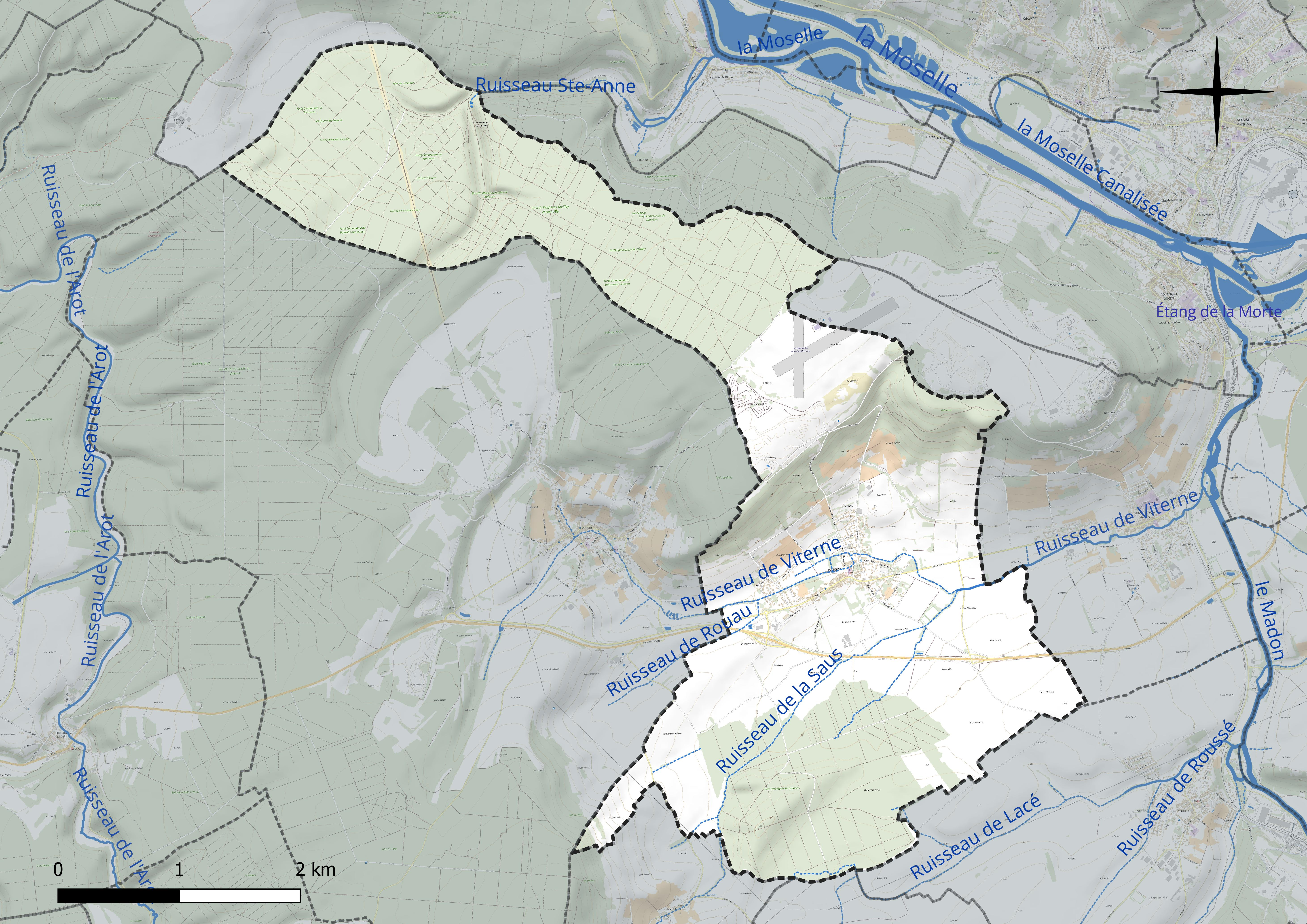
Réseau hydrographique de Maizières.

### Climat
Pour des articles plus généraux, voir Climat du Grand Est et Climat de Meurthe-et-Moselle.
En 2010, le climat de la commune est de type climat des marges montargnardes, selon une étude du Centre national de la recherche scientifique s'appuyant sur une série de données couvrant la période 1971-2000. En 2020, Météo-France publie une typologie des climats de la France métropolitaine dans laquelle la commune est dans une zone de transition entre le climat océanique altéré et le climat océanique altéré et est dans la région climatique  Lorraine, plateau de Langres, Morvan, caractérisée par un hiver rude (1,5 °C), des vents modérés et des brouillards fréquents en automne et hiver. 
Pour la période 1971-2000, la température annuelle moyenne est de 9,8 °C, avec une amplitude thermique annuelle de 16,9 °C. Le cumul annuel moyen de précipitations est de 843 mm, avec 12,5 jours de précipitations en janvier et 9,3 jours en juillet. Pour la période 1991-2020, la température moyenne annuelle observée sur la station météorologique de Météo-France la plus proche, « Nancy-Ochey », sur la commune d'Ochey à 9 km à vol d'oiseau, est de 10,5 °C et le cumul annuel moyen de précipitations est de 810,4 mm. 
La température maximale relevée sur cette station est de 39,6 °C, atteinte le 25 juillet 2019 ; la température minimale est de −19,1 °C, atteinte le 12 janvier 1987,,. 
Les paramètres climatiques de la commune ont été estimés pour le milieu du siècle (2041-2070) selon différents scénarios d'émission de gaz à effet de serre à partir des nouvelles projections climatiques de référence DRIAS-2020. Ils sont consultables sur un site dédié publié par Météo-France en novembre 2022.

## Urbanisme

### Typologie
Au 1er janvier 2024, Maizières est catégorisée bourg rural, selon la nouvelle grille communale de densité à sept niveaux définie par l'Insee en 2022.
Elle est située hors unité urbaine. Par ailleurs la commune fait partie de l'aire d'attraction de Nancy, dont elle est une commune de la couronne,. Cette aire, qui regroupe 353 communes, est catégorisée dans les aires de 200 000 à moins de 700 000 habitants,.

### Occupation des sols
L'occupation des sols de la commune, telle qu'elle ressort de la base de données européenne d’occupation biophysique des sols Corine Land Cover (CLC), est marquée par l'importance des forêts et milieux semi-naturels (54,3 % en 2018), une proportion sensiblement équivalente à celle de 1990 (54,8 %). La répartition détaillée en 2018 est la suivante : forêts (54,3 %), terres arables (16,9 %), prairies (13,7 %), zones agricoles hétérogènes (5,7 %), espaces verts artificialisés, non agricoles (4,2 %), mines, décharges et chantiers (3,3 %), zones urbanisées (2 %). L'évolution de l’occupation des sols de la commune et de ses infrastructures peut être observée sur les différentes représentations cartographiques du territoire : la carte de Cassini (XVIIIe siècle), la carte d'état-major (1820-1866) et les cartes ou photos aériennes de l'IGN pour la période actuelle (1950 à aujourd'hui).

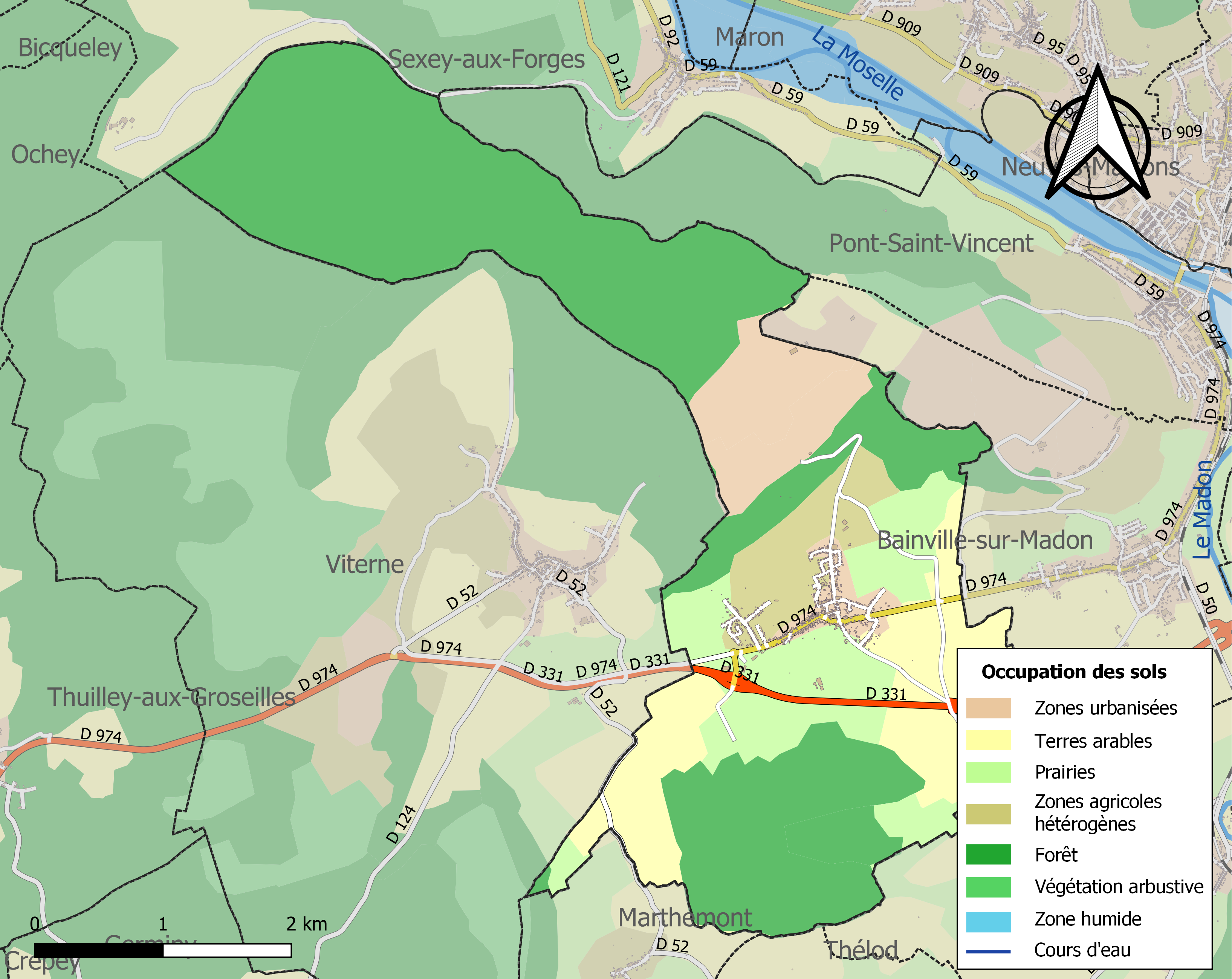
Carte des infrastructures et de l'occupation des sols de la commune en 2018 (CLC).

## Toponymie
Le nom de la localité est attesté sous les formes Capella de Mazeriis (1051) ; Maseriaræ et Maseriæ (1091) ; Gerardus de Maceriis (1172) ; Marseriæ (1402) ; Masières (1476) ; Maizière (1611) ; Maixières (1756) ; Maizières-lez-Toul.

Pluriel de l'oïl maisière, masière, mézière « mur ( de clôture ), maisonnette, masure, ruines, décombres ».

## Histoire
- Présence gallo-romaine.
- Traditionnellement Maizières-lès-Toul.

## Politique et administration
| Période                                  | Période                   | Identité                                   | Étiquette | Qualité                       |
| ---------------------------------------- | ------------------------- | ------------------------------------------ | --------- | ----------------------------- |
| Les données manquantes sont à compléter. |                           |                                            |           |                               |
| vers 1830                                |                           | Claude de Maillard de Landreville          |           |                               |
| mars 1971                                | mars 1989                 | Albert Drouard                             |           |                               |
| mars 1989                                | mars 2008                 | André Schaefer                             |           |                               |
| mars 2008                                | En cours (au 25 mai 2020) | Jean Lopes, Réélu pour le mandat 2020-2026 | DVD       | Cadre de la fonction publique |

## Population et société

### Démographie
L'évolution du nombre d'habitants est connue à travers les recensements de la population effectués dans la commune depuis 1793. Pour les communes de moins de 10 000 habitants, une enquête de recensement portant sur toute la population est réalisée tous les cinq ans, les populations de référence des années intermédiaires étant quant à elles estimées par interpolation ou extrapolation. Pour la commune, le premier recensement exhaustif entrant dans le cadre du nouveau dispositif a été réalisé en 2008.

En 2022, la commune comptait 917 habitants, en évolution de −6,43 % par rapport à 2016 (Meurthe-et-Moselle : −0,13 %, France hors Mayotte : +2,11 %).
| 1793 | 1800 | 1806 | 1821 | 1831 | 1836 | 1841 | 1846 | 1851 |
| ---- | ---- | ---- | ---- | ---- | ---- | ---- | ---- | ---- |
| 445  | 532  | 534  | 530  | 573  | 616  | 573  | 558  | 583  |

| 1856 | 1861 | 1872 | 1876 | 1881 | 1886 | 1891 | 1896 | 1901 |
| ---- | ---- | ---- | ---- | ---- | ---- | ---- | ---- | ---- |
| 554  | 555  | 501  | 507  | 467  | 473  | 428  | 445  | 450  |

| 1906 | 1911 | 1921 | 1926 | 1931 | 1936 | 1946 | 1954 | 1962 |
| ---- | ---- | ---- | ---- | ---- | ---- | ---- | ---- | ---- |
| 445  | 473  | 474  | 448  | 436  | 399  | 366  | 397  | 372  |

| 1968 | 1975 | 1982 | 1990 | 1999 | 2006 | 2008 | 2013  | 2018 |
| ---- | ---- | ---- | ---- | ---- | ---- | ---- | ----- | ---- |
| 352  | 416  | 623  | 749  | 799  | 858  | 875  | 1 001 | 939  |

| 2022 | - | - | - | - | - | - | - | - |
| ---- | - | - | - | - | - | - | - | - |
| 917  | - | - | - | - | - | - | - | - |

## Économie
La société Vicat dispose d'une unité de production de granulats.

## Culture locale et patrimoine

### Lieux et monuments
- Château fort XIVe par Thomas de Bourlémont évêque de Toul, restauré et renforcé au début du XVe par Henri de Ville puis par Antoine de Neufchâtel. Logea les troupes bourguignonnes, assiégé par Nicolas de Lorraine, le château se rendit six jours après, très endommagé il ne fut définitivement ruiné qu'en 1587 quand Henri de La Tour d'Auvergne, duc de Bouillon à la tête des huguenots vint y mettre le feu. Rétabli puis transformé aux XVIIIe/XIXe.
- Église de l'Assomption du XVIIIe siècle reconstruite sur la base de l'ancien clocher roman de l'église primitive.
- Parc municipal avec chapelle.
- Ancienne maison bourgeoise dite « Pommery » réhabilitée en logements par la commune en 1991, adjacente au parc municipal, élégante tourelle couverte d'ardoise.

### Héraldique, logotype et devise
| Blason de Maizières (Meurthe-et-Moselle) | Blason  | D'or au chevron de gueules, accompagné en chef à dextre d'une fleur de chardon feuillée de deux pièces, à senestre d'un tau et d'une fleur de lys posés en bande et en pointe d'un lion, le tout de sable. |
| Blason de Maizières (Meurthe-et-Moselle) | Détails | Le chardon rappelle le village lorrain, le tau l'évêque de Toul, ancien seigneur et la fleur de lys marque le rattachement de Maizières à la France en 1559. Enfin le lion est celui de la famille de Pommery, seigneur du lieu au XIXe siècle. Cette famille portait de gueules au lion d'or. La couleur sable (noir) des meubles de l'écu a été choisie pour symboliser la prudence. Utilisé depuis 1988. |